# Adolf Wachsmuth

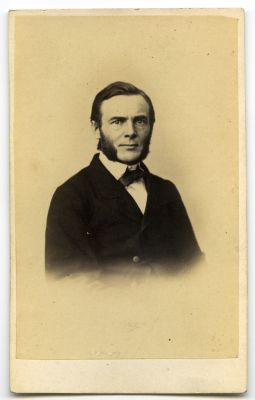
Adolf Wachsmuth, 1860

Klaus Heinrich Adolf Wachsmuth (* 10. Mai 1827 in Neuhaus/Elbe; † 13. April 1865 in Dorpat) war ein deutscher Arzt, der insbesondere als früher Vertreter der Fachrichtung Psychiatrie in Erscheinung trat.

## Leben
Adolf Wachsmuth war der Sohn des Kantors und Lehrers Otto Wachsmuth (1795–1864) und dessen Frau Auguste Amalie (1806–1848). Er studierte von 1846 bis 1849 an der Universität Göttingen Medizin. Er wurde am 15. August 1849 in Göttingen promoviert. Anschließend folgte ein Studienaufenthalt in Berlin. Im Herbst 1850 kehrte Wachsmuth nach Göttingen zurück, wo er eine Assistentenstelle bei Conrad Heinrich Fuchs innehatte. 1852 habilitierte er sich und leitete nach Fuchs’ Tod von 1855 bis 1856 die Medizinische Klinik. Sein Nachfolger wurde Karl Ewald Hasse. Wachsmuth begann hingegen, sich mit Psychiatrie zu beschäftigen, eine Disziplin, für die es in Göttingen noch keine Klinik gab. Bemühungen um die Einrichtung einer solchen Einrichtung zerschlugen sich bald, so dass Wachsmuth 1860 einem Ruf an die Kaiserliche Universität Dorpat folgte. Dort trat er die Nachfolge von Paul Uhle an, der nach Jena gewechselt war. Im Jahr 1864 beschrieb er die progressive Bulbärparalyse. 1865 starb Wachsmuth an Tuberkulose.
Das Hauptwerk Wachsmuths ist die Monographie Allgemeine Pathologie der Seele, in dem er sich für die Ausweitung pathologischer Konzepte auf die Psyche ausspricht. Er unterteilt psychische Erkrankungen dabei in Krankheiten des Gemüts, in Sinnestäuschungen, Wahnsinn und psychische Schwächezustände.
Adolf Wachsmuth heiratete 1860 Bertha Murray (1838–1906), eine Urenkelin von Johann Philipp Murray. Das Paar hatte einen Sohn, den Superintendenten von Lüneburg und Sievershausen und Vorsitzenden des Hauptvereins der Gustav-Adolf-Stiftung Paul Wachsmuth, der wiederum Mina Hamburger, die Tochter des Industriellen Wilhelm Hamburgers ehelichte. Ein weiterer Sohn, Otto Wachsmuth, war Arzt in Walsrode. Er starb mit 29 Jahren im Hause seines Bruders Paul in Wehrstadt an Tuberkulose.

## Veröffentlichungen
- Die Cholera in Gieboldehausen im Juli u. August 1850: Nebst einigen nachträgl. Notizen über die Cholera in Eisdorf u. im Göttinger Acad. Hospitale sowie über die Behandlung der Cholera im Allgemeinen. 1851. (Dissertation, Volltext in der Google-Buchsuche)
- Zur Theorie der sogenannten consonirenden Auscultationserscheinungen. 1856. doi:10.1007/bf01936234
- Allgemeine Pathologie der Seele. Meidinger, Frankfurt a. M., 1859. (Digitalisat)
- Heus und Enterotomie. 1862. doi:10.1007/bf01878249
- Ein Fall von Diabetes insipidus, 1863. doi:10.1007/BF01930972
- Über progressive Bulbär-Paralyse (Bulbus medullae) und die Diplegia facialis. E. J. Karow, Dorpat 1864. (Volltext in der Google-Buchsuche)